# Kolartorpen
Kolartorp eller Kolartorpen är en liten by i Utomälven, Hedesunda socken, Gävle kommun på gränsen mot Östervåla. Byn som är skriftligt dokumenterad sedan 1702 har tidigare ingått i Horrskogs by i Östervåla. Norrlandsgränsen har justerats fram och tillbaka här flera gånger. Här intill finns Utomälvens högsta berg på nära 100 m ö.h.